# Jacques Henri Lartigue

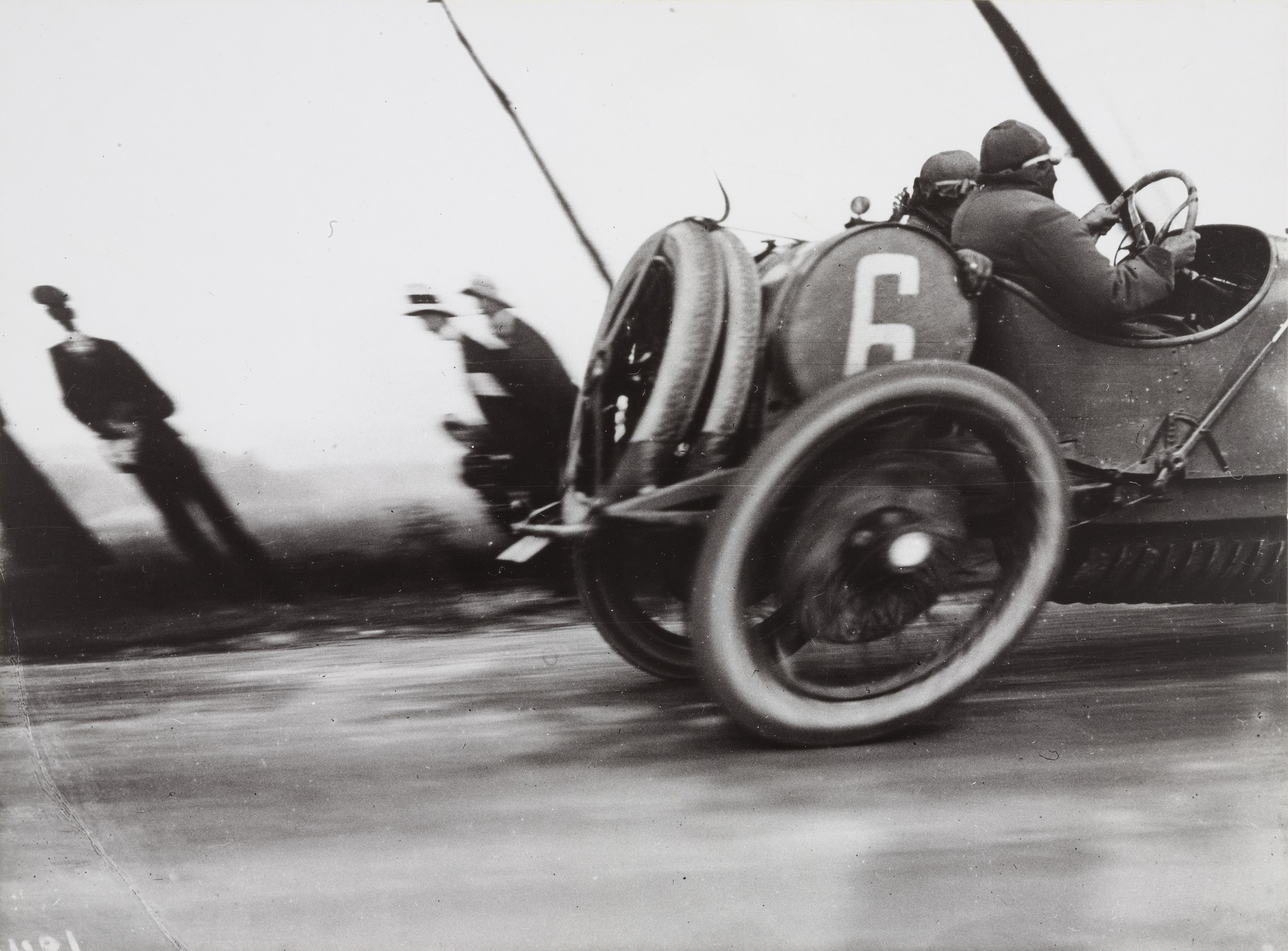
Leghíresebb felvétele: Grand Prix de l'A. C. F. (zselatinos ezüst, 1912)

Jacques Henri Charles Auguste Lartigue (neve előfordul Jacques-Henri Lartigue alakban is) (Courbevoie, 1894. június 13. – Nizza, 1986. szeptember 12.) francia festő, amatőr fotográfus. Az amatőr fotográfia egyik legkiemelkedőbb alakja, sohasem vált profi fényképésszé, mindvégig lelkes amatőr maradt, magát a fotográfiát, mint 'optikai jegyzetfüzetet' használta a körülötte zajló élet dokumentálására, melyekhez írásos feljegyzéseket is társított. Önmagát következetesen 'multimédia-autobiográfus'-nak nevezte.

## Élete

### Gyermek és ifjúkora
Marie Haguet és id. Henri Lartigue, Franciaország egyik legtehetősebb házaspárjának második fiaként, 1894. június 13-án látta meg a napvilágot a Párizs melletti Courbevoie nevű kisvárosban. Bátyja, Maurice (becenevén "Zissou") később nem csak testvére, hanem barátja, és sok felvételének szereplője lesz majd.
6 évesen, apja fényképezőgépével készítette élete első fényképét. Olyannyira megtetszett neki, hogy édesapja (látva lelkesedését) 1902-ben egy 13x18 cm-es kézi kamerával lepte meg. Nem volt 9 éves, mikor már saját családjáról és élményeiről készített képeit rendezgette különböző albumokba. Két év múlva már a kor legjobb és legkorszerűbb gépeit használta, melyek tökéletes mobilitást nyújtottak számára, új témák egész armadáját nyitva meg előtte. Ekkor fogalmazódott meg benne a szándék, hogy fényképek útján dokumentálja a körülötte zajló világot.
1905-ben a család Château de Rouzat-ba (Rouzat kastély) költözött, Puy-de-Dôme megyébe.
Lelkesedése a technika iránt itt öltött először alakot, rendszeresen kilátogatott bátyjával a közeli repülőtérre, illetve a helyi autóversenyekre. Szemtanúja és megörökítője lehetett az első repülési kísérleteknek Franciaországban. 1908-ban a Ligue Nationale Aérienne tagjaként lehetősége nyílt a francia légi úttörőket, úgy mint Gabriel Voisin-t, Louis Blériot-t, vagy épp Roland Garrost (a későbbi tenisz bajnokot) is lefényképezni. Ekkor kezdett sporteseményekre is járni, az autóversenyektől egészen a francia tenisz openig mindenre kíváncsi volt. Suzanne Lenglen a kor legjobb női teniszezője is egy ilyen alkalommal, a Francia Nemzetközi Teniszbajnokságon került lencsevégre. Családja jómódjának köszönhetően még sok hírességgel hozza össze a sors későbbi élete során.
1911-ben, 17 évesen, életében először, képe jelent meg a La Vie au Grand Air című sportlapban. Egy évvel később vett egy új sztereó kamerát, mellyel már panoráma, illetve térhatású fényképek készítésére is lehetősége nyílt. Leghíresebb felvétele 1912. június 25-én az Automobile Club de France nagydíjáért folyó versenyen készült. 1915-ben beiratkozott a Julian Akadémia festőiskolába, majd 1916-ban versenyautójával beállt önkéntesnek a francia hadseregbe, elsősorban a katonaorvosokat segítve gyors fuvarozásával.
1917-ben ismerkedett meg Madeleine Messager-vel, az akkor már nyugdíjas, ismert komponista, André Messager lányával. A spanyolnátha járvány lezajlása után, (mely több barátját is elragadta), 1919-ben keltek egybe. Feleségét Bibinek becézte.

### A két háború között
1921-ben apja vett egy új (Hispano-Suiza 32 HP típusú) autót, melyet Lartigue főleg Franciaország körbeutazására használt, több időt kezdett szentelni a festészetnek, és szintén ebben az évben, augusztus 23-án született meg fia, Dani. A festészet felé fordulása olyan emberekkel hozza össze, mint Sacha Guitry, az énekesnő Yvonne Printemps, a festő Kees van Dongen, Pablo Picasso illetve a forgatókönyvíró-filmrendező Jean Cocteau. Későbbi élete során kora jó néhány híres filmrendezőjével is ismeretséget kötött, többek között Jacques Feyder, Abel Gance, Robert Bresson, François Truffaut és Federico Fellini forgatásain is megfordult. 
Festményei több párizsi, illetve dél-franciaországi galériában is kiállításra kerültek, de különösebb sikert nem aratott velük. 1924-ben született meg lánya, Veronique, akit azonban néhány hónapos korában elragadott egy betegség. 1930-ban találkozott a kor leghíresebb modelljével, a romániai származású Renée Perle-lel, aki a következő két évben képeinek kedvenc témája, és társaságának állandó tagja lesz.
1932-ben barátjával, Alexis Granowskyval közösen forgatott egy filmet Pierre Louÿs egyik művéből miközben Renée Perle-lel folytatott viszonya miatt házassága végleg megromlott, elvált, később Renée-vel is szakított. 1934-ben érte utol ismét a szerelem Marcelle Paolucci személyében, újból megnősült, második feleségének a Coco becenevet adta. 1935-ben szép sikereket ért el festményeivel, bár anyagi gondjai sohasem voltak, festészetével immár tisztes pénzt tudott keresni. Ebben az évben többek között a cannes-i Casino belső dekorációját is ő tervezte.

### A világháborútól a világhírnévig
1942 januárjában monte-carlói tartózkodása alatt ismerkedett meg Florette Orméa-val, akinek a kedvéért nem sokkal később újból elvált. 1943-ban ő és Florette jelen voltak a sikeres francia író, Tristan Bernard és egész családjának letartóztatásakor és elhurcolásakor, zsidó származásuk miatt. Kimondhatatlanul boldog volt, mikor Párizst 1944-ben felszabadították az amerikaiak, azonnal a városba utazott, több száz fényképen örökítve meg az eseményt. A háború végeztével, 1945. augusztus 18-án Florettel összeházasodtak. 1946-ban ott volt az első Cannes-i Nemzetközi Filmfesztiválon, melynek haláláig rendszeres látogatója marad. 1950-ben vásárolt magának egy Rolleiflex 6x6-os gépet, mellyel immár színes képeket is lehetősége nyílik készíteni. 1953-ban André Dubonnet Cap d'Antibes-i otthonában vendégeskedve találkozott John F. Kennedyvel, az Amerikai Egyesült Államok későbbi elnökével, az ekkor készített fotói később hozzájárultak ismertté válásához. 1955-ben a Gens d'Images alapítvány alelnöke lett, képei pedig a párizsi Galerie d'Orsay-ban Brassaï, Doisneau, Man Ray alkotásaival együtt szerepelnek. 1957-ben feleségével Kubába utaznak, ahonnan Castro gerillaháborúja miatt eredeti szándékuknál hamarabb, ott készített képeinek jelentős részét hátrahagyva távozni kényszerültek, előbb Mexikóba, majd New Orleans-ba utaztak. 1960-ban egy Opio nevű faluba költöznek, Grasse városától nem messze. 1962-ben  Charles Rado (Radó Károly), a Rapho Agency alapítója véletlenül felfedezte néhány fiatalkori képét, és hamarosan New Yorkba invitálta, ahol bemutatta munkáit John Szarkowski-nak a Museum of Modern Art akkori igazgatójának. Szarkowski olyannyira el volt ragadtatva, hogy 1963-ban egy teljes, önálló kiállítást rendezett The Photographs of Jacques Henri Lartigue címmel képeiből, melynek megnyitóján Lartigue maga is részt vett. A kiállítás sikere akkora volt, hogy még abban az évben a Life magazinban is megjelent a portfóliója. 69 évesen érte a világhírnév.

### Élete utolsó évtizedei

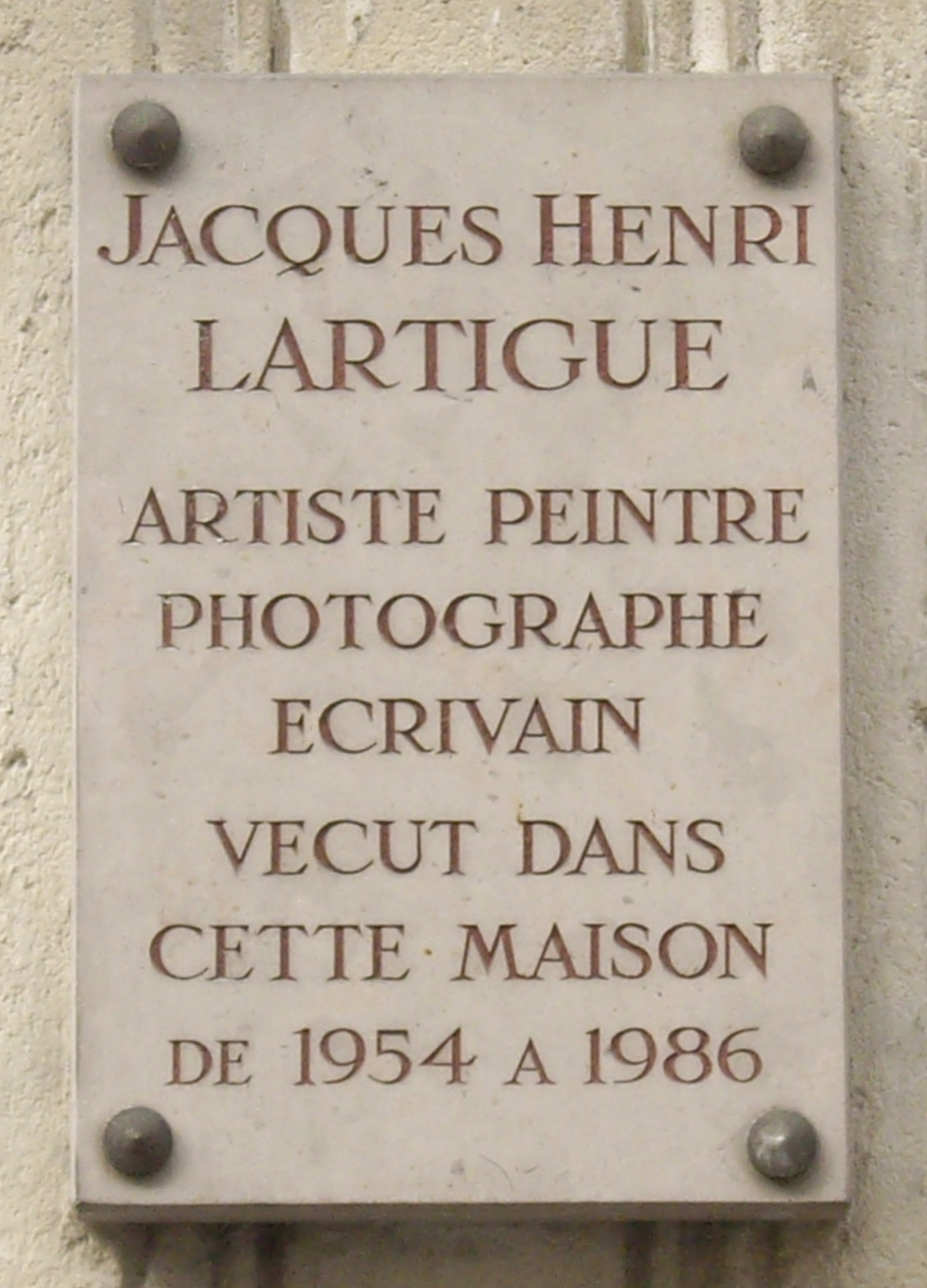
Jacques Henri Lartigue emléktáblája utolsó párizsi lakhelyén.

Népszerűsége lelkes amatőrből nemzetközi fotóművésszé emeli, bár ő továbbra sem vallja magát 'profinak', szerte a világban utazgat. 1966-ban (New Yorkban) barátságot köt a két leghíresebb divatfotóssal, Richard Avedonnal és Hiróval (Jaszuhiro Vakabajasi) is.
Sorozatban jelennek meg gyermek és ifjúkori albumai. 1930 után készült alkotásai összefoglalását Diary of a Century címmel (Avedon tervezte) jelentette meg, 1970-ben.
Egy évvel később, 1971-ben Londonban ismeretséget köt a 20 század egyik legismertebb (és legjobbnak tartott) művészével, David Hockneyval, akinek a My fair lady című filmhez tervezett ruháit Lartigue egy 1911-es fényképe inspirálta, valamint a szintén film- és színházi jelmez tervező Cecil Beatonnal.
1974 szeptemberében Valéry Giscard d’Estaing francia államfővé választása után annak hivatalos fényképésze lett, regnálása mind a 7 évében, emellett divat- és dekorációs magazinoknak dolgozott. Barátja, François Truffaut meghívására Guernseybe utazik az Adéle H. története forgatására, ahol találkozik többek között Isabelle Adjanival is.
1979. június 26-án, két héttel 85. születésnapja után teljes archívumát és leendő képeit a francia államnak adományozta, mely  1980-ban Bonjour Monsieur Lartigue címmel a párizsi Galeries Nationales of the Grand Palais-ban rendezett (majd világkörüli turnéra vitt) kiállítással, majd 1981-ben (szintén a Grand Palais-ban) a Musée Jacques Henri Lartigue megnyitásával köszönte meg.
Felajánlása közel 100 év munkája
- Tartalmazza az 1880-ban kezdődő családi albumtól egészen haláláig, 1986-ig általa, illetve családtagjai, valamint néhány, általa kedvelt fényképész képeivel telerakott 130 db (52 x 36 cm-es) albumot.
- Az összes fekete-fehér és színes negatívját, üveglemezeit, filmjeit, pozitív és negatív sztereóképeit, panorámáit, autokróm és más típusú színes képeit. (1902-től 1986-ig)
- Lartigue kézzel írt naplóját, (1911-től haláláig írta)
- Lartigue fényképezőgépeit

1986. szeptember 12-én, 92 éves korában, nizzai otthonában érte a halál.